# Glenea flavorubra
Glenea flavorubra é uma espécie de escaravelho da família Cerambycidae.  Foi descrito por Gressitt em 1940.